# Litke, Madžarska
Litke je vas na Madžarskem, ki upravno spada pod podregijo Salgótarjáni Županije Nógrád.